# Synd (film, 1948)
Synd är en svensk dramafilm från 1948 i regi av Arnold Sjöstrand.

## Om filmen
Inspelningen av filmen utfördes vid Centrumateljéerna i Stockholm med exteriörer från Gröna Lund i Stockholm av Hilmer Ekdahl 1946. Av olika orsaker premiärvisades filmen först 30 augusti 1948. Filmen har som förlaga författaren Aage Dons roman Soldaterbrønden (Soldatbrunnen) som utgavs 1936. 1928 inspelades en film i regi av Gustaf Molander som bara har titeln gemensam med denna film, se Synd

## Roller
- Birgit Tengroth - Anna
- Sture Lagerwall - Fredrik "Fred" Hermansson
- Gunnar Sjöberg - Martin Alm
- Stig Järrel - Brust, inneboende hos Alm, författare
- Hilda Borgström - fru Alm, Martins mor
- Anne-Margrethe Björlin - Edith Björk
- Anna-Stina Wåglund - Stina, Alms hembiträde
- Gustaf Hedberg - förvaltaren
- Georg Skarstedt - portiern på Hotell Orient i Norrköping
- Torsten Bergström - frikyrkopredikanten
- Aurore Palmgren - Hilda Hansson, Annas tant
- Stig Johanson - Stickan, Fredriks kompis
- Gunnel Wadner - en dam i Paris
- Olle Hilding - bankir Silber
- Bertil Ehrenmark - Fredriks affärskumpan

## Filmmusik i urval
- Shall We Gather at the River (O hur saligt att få vandra/Få vi mötas vid den floden), kompositör och text Robert Lowry,svensk text O hur saligt 1876 Joël Blomqvist och Per Ollén svensk text Få vi mötas 1880 Jonas Stadling
- Souvenir de Venice, kompositör Jules Sylvain, instrumental.
- Etyd, piano, op. 10. Nr 3, E-dur, kompositör Frédéric Chopin, instrumental.
- Violette, kompositör Erik Frank, instrumental.